# O lo haces tú o lo hago yo
"O lo haces tú o lo hago yo" é uma canção gravada pela cantora e compositora mexicana Dulce María, contida em seu segundo álbum de estúdio Sin fronteras. Foi escrita pela intérprete juntamente com Francisco Oroz e Dahiu Rosenblatt, e produzida por Carlos Lara. A música foi lançada como terceiro e último single do disco em 28 de maio de 2014. A obra é uma faixa pop latino influenciada pelo synthpop sobre a autoconfiança feminina, cujas letras falam que mulheres podem ter uma atitude iniciativa perante os homens.
Após seu lançamento, "O lo haces tú o lo hago yo" recebeu críticas positivas da mídia especializada, com elogios a sua sonoridade e seu tema em valor ao feminismo. Comercialmente, a obra não conseguiu fazer nenhum impacto significativo nas paradas musicais, obtendo desempenho moderado e sendo listada apenas em território mexicano. Com o objetivo de promover a canção, um vídeo musical, dirigido por Paco Ibarra, foi lançado em 19 de setembro de 2014, através da conta da cantora no Vevo. Além disso, a artista apresentou-se com a música em shows da Sin Fronteras On Tour (2014-15), sua segunda turnê mundial.

## Composição, lançamento e recepção crítica
"O lo haces tú o lo hago yo" foi escrita pela própria Dulce María juntamente com Francisco Oroz e Dahiu Rosenblatt, e foi produzida por Carlos Lara. Contida no segundo álbum de estúdio da cantora, Sin Fronteras, a música foi lançada como terceiro e último single do disco em 28 de maio de 2014. Musicalmente, a obra é uma faixa de pop latino influenciada pelo synthpop sobre a autoconfiança feminina, cujas letras, em referência ao feminismo, falam que mulheres podem ter uma atitude iniciativa perante os homens.
A escolha da canção como música de divulgação de Sin Fronteras se deu com sugestões de fãs de Dulce María nas redes sociais; algo que ocorreu principalmente no Twitter, por meio da conta oficial da artista. Seu anúncio foi apresentado pela cantora durante um showcase no México para divulgação do disco, no dia 21 de maio de 2014, e teve uma boa aceitação pela maioria dos fãs.
Após o lançamento de Sin Fronteras, a música recebeu críticas positivas da mídia especializada em resenhas para o álbum. Leo Almeida, do portal Busterz, disse que a faixa "esbanja alegria e versos contagiantes", notando ainda seu tema em valor ao feminismo nas letras "Arrisque-se / Talvez as coisas que falaram / De mim não são / Nem a metade do que sou / Ou faz você, ou faço eu". O editor do SivesTV disse que a canção juntamente com "Cementerio de los Corazones Rotos" e "Girando En Un Tacón" — respectivamente oitava e décima faixas do álbum — "representam as raízes do pop latino dentro do disco, um pop maduro, alegre e contemporâneo."

## Vídeo musical
Em julho, Dulce María postou fotos em sua conta no Instagram, algumas imagens da gravação do videoclipe da música "O lo haces tú o lo hago yo", que teve sua estreia no dia 19 de setembro em seu canal VEVO e já se aproxima dos 7 milhões em visualizações.

## Desempenho nas tabelas musicais
Comercialmente, "O lo haces tú o lo hago yo" não conseguiu fazer nenhum impacto significativo nas paradas musicais, obtendo desempenho moderado e sendo listada apenas em território mexicano. O single chegou ao 116.º lugar do Monitor Latino, parada oficial do México, enquanto se posicionou na 37.ª posição na lista das canções pop mais executadas. Na tabela Billboard Mexican Airplay, a faixa entrou na vigésima sétima colocação.
| \| Tabela musical (2014) \| Melhor posição \| \| ---------------------------------- \| -------------- \| \| México (Billboard Mexican Airplay) \| 27[1] \| \| México (Monitor Latino) \| 116[2] \| \| México (Monitor Pop) \| 37[3] \| |                |
| Tabela musical (2014) | Melhor posição |
| México (Billboard Mexican Airplay) | 27             |
| México (Monitor Latino) | 116            |
| México (Monitor Pop) | 37             |

## Histórico de Lançamento
| País  | Data                | Formato                      |
| ----- | ------------------- | ---------------------------- |
| Mundo | 08 de abril de 2014 | Download digital / Streaming |
| Mundo | 28 de maio de 2014  | Rádio                        |

## Prêmios e indicações
| Ano  | Prêmio                    | Categoria          | Resultado |
| ---- | ------------------------- | ------------------ | --------- |
| 2015 | MTV Millennials Awards    | "Hit del Año"      | Indicado  |
| 2015 | Kids Choice Awards México | "Canción Favorita" | Venceu    |